# Козачий Яр
Коза́чий Яр — село Любашівської селищної громади Подільського району Одеської області України. Населення становить 242 особи.

## Населення
Згідно з переписом УРСР 1989 року чисельність наявного населення села становила 308 осіб, з яких 130 чоловіків та 178 жінок.
За переписом населення України 2001 року в селі мешкали 242 особи.

### Мова
Розподіл населення за рідною мовою за даними перепису 2001 року:
| Мова       | Відсоток |
| ---------- | -------- |
| українська | 96,28 %  |
| молдовська | 3,31 %   |
| російська  | 0,41 %   |

## З історії
Колишній орган місцевого самоврядування — Троїцька сільська рада.
12 червня 2020 року, відповідно до Розпорядження Кабінету Міністрів України від № 724-р «Про визначення адміністративних центрів та затвердження територій територіальних громад Одеської області», увійшло до складу Любашівської селищної громади.
19 липня 2020 року, в результаті адміністративно-територіальної реформи і ліквідації Любашівського району, село увійшло до складу новоутвореного Подільського району.